# Bearsville Records
Bearsville Records fue una empresa discográfica fundada en 1970 por el empresario Albert Grossman, que albergó a bandas y artistas como Todd Rundgren, Elizabeth Barraclough, Foghat, Sparks, Bobby Charles, Randy VanWarmer, Paul Butterfield's Better Days, Lazarus, Jesse Winchester y NRBQ. La discográfica cerró sus puertas en 1984, dos años antes de la muerte de Grossman.
El distribuidor inicial de Bearsville fue Ampex Records. Desde 1972 hasta su cierre la discográfica fue distribuida por Warner Bros. Records en Norteamérica y en la mayor parte del resto del planeta. En el Reino Unido fue distribuida por Warner hasta 1979 y por Island hasta 1981. Rhino Records distribuye actualmente el catálogo de Bearsville.